# 豐緹帕·瓦查拉達袞
豐緹帕·瓦查拉達袞（曾誤譯為丰迪帕·瓦查拉泽固，泰語發音：[fǒntʰíp wáʨʰárátràkuːn]，1990年7月19日—），昵称Pooklook（泰語發音：[púk lúk]），出生于泰国北欖府的泰国女演员兼模特，前泰国第7电视台及PPTV HD旗下女艺人。2010年3月20日被加冕为2010年泰国环球小姐冠军后在同年8月代表泰国参加2010年度环球小姐比赛，并获得了“最上镜小姐”和“最佳民族服装奖”两项特殊奖。

## 生平
Pooklook於1990年7月19日出生於泰國北欖府邦波縣，為家中幼女，有一個姊姊。

## 演藝經歷
Pooklook於2010年在泰國環球小姐奪冠後，接著代表泰國至美國拉斯維加斯角逐2010年度環球小姐比賽，並在該競賽中獲得「最上鏡小姐」及「最佳民族服裝獎」等特殊獎項。同年與泰國第7電視台簽約，之後與男星維拉帕特·蘇帕派布爾合作主演的電視劇《甜蜜奶爸》於7台首播，在劇中飾演Ramida一角。
2018年Pooklook與7台的合約到期後，決定不再續約。同年加入PPTV HD，與其簽兩年合約。2020年合約到期後，Pooklook宣布以自由藝人的身分活動。

## 影視作品

### 電視劇
| 首播年份 | 戲名                | 戲名   | 播放平台 | 角色                        | 備註 |
| 首播年份 | 譯名                | 原文名 | 播放平台 | 角色                        | 備註 |
| 2010年   | 《甜蜜奶爸》        |        | Ch7HD    | Ramida                      | 主演 |
| 2011年   | 《情牽兩世2011》    |        | Ch7HD    | Prayong                     | 配角 |
| 2011年   | 《愛意滿屋》        |        | Ch7HD    | Lomduen                     | 主演 |
| 2011年   | 《鄉村情歌》        |        | Ch7HD    | SeepPrai                    | 主演 |
| 2012年   | 《Mon Ruk Gae Bon》 |        | Ch7HD    | PangHorm / Jing Jork Ratree | 主演 |
| 2012年   | 《意外》            |        | Ch7HD    | Niranut （Nute）            | 配角 |
| 2013年   | 《班通紳士》        |        | Ch7HD    | Kaew                        | 主演 |
| 2013年   | 《迷屋》            |        | Ch7HD    | Kalong                      | 主演 |
| 2015年   | 《緣淺情深》        |        | Ch7HD    | Paeng                       | 主演 |
| 2015年   | 《愛恨之巔》        |        | Ch7HD    | Mookarin （Mook）           | 主演 |
| 2016年   | 《熱血暹士》        |        | Ch7HD    | Galong / Latika             | 主演 |
| 2017年   | 《伊森牛仔》        |        | Ch7HD    | Kumkaew                     | 主演 |
| 2018年   | 《遲來的懺悔2018》  |        | Ch7HD    | Daonin Puangkham            | 主演 |
| 2018年   | 《不情願的新娘》    |        | Ch7HD    | Maysarin （May）            | 主演 |
| 2018年   | 《天使與怨靈2018》  |        | Ch7HD    | Rawipreeya （天使）         | 主演 |
| 2021年   | 《诡计与欺骗》      |        | One 31   | Ailada                      | 主演 |
| 2022年   | 《闪婚》            |        | One 31   | Lalin                       | 主演 |
| 2023年   | 《愛的奇蹟》        |        | PPTV HD  | Davika                      | 主演 |
| 2023年   | 《VIP》             |        | One 31   | Rin                         | 主演 |